# ツェナーダイオード

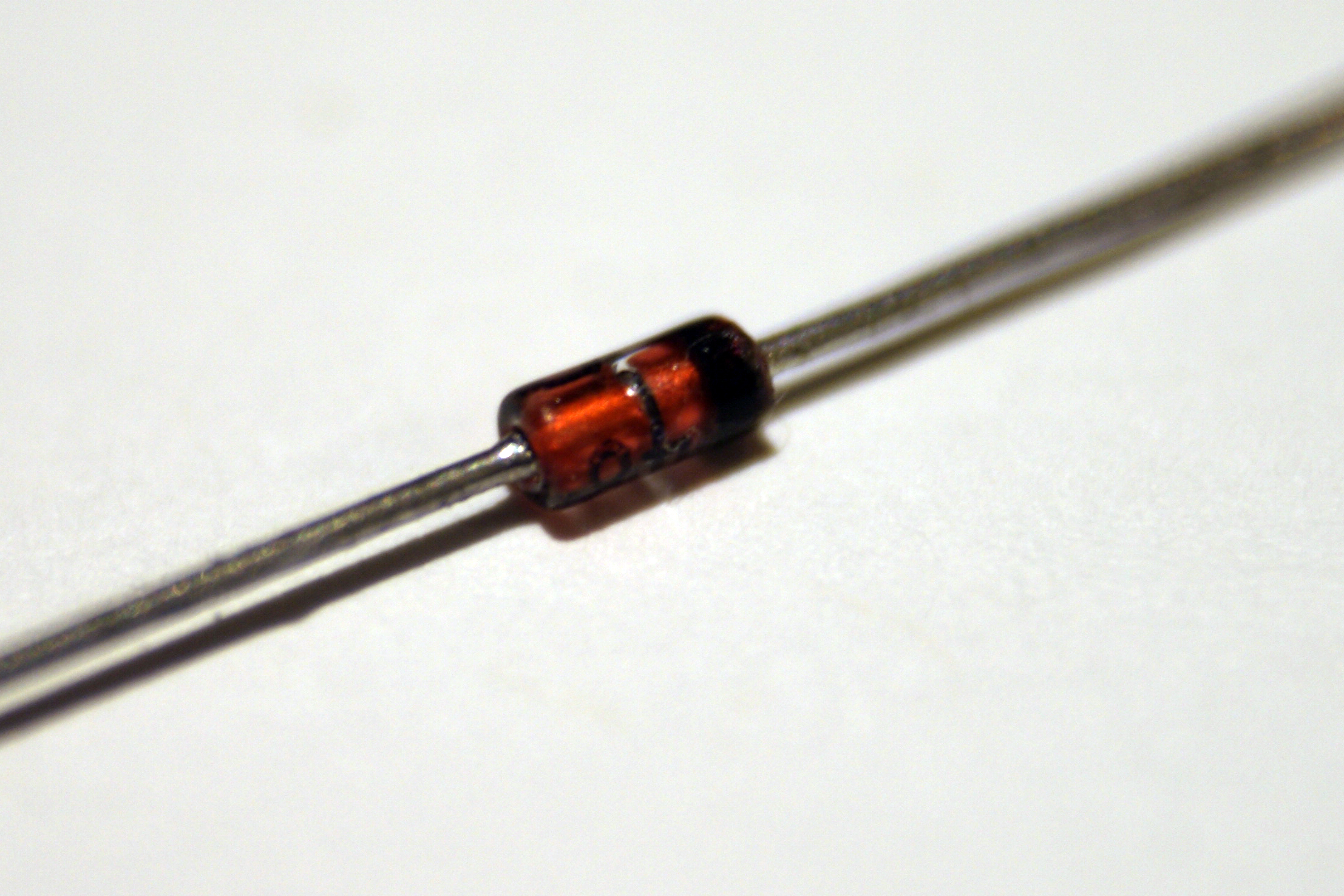
ツェナーダイオード

ツェナーダイオードの記号

17 Vの降伏電圧特性をもつツェナーダイオードの電流-電圧特性のグラフ。ただし、順方向と逆方向で電圧軸のスケールが異なっている点に注意。

ツェナーダイオード（英語: Zener diode）はダイオードの一種。別名を定電圧ダイオードともいい、その名の通り、一定の電圧（リファレンス）を得る目的で使用される素子である。この素子の名はツェナー効果（ツェナー現象）を発見したアメリカ人クラレンス・ツェナーにちなむ。
一般的な呼称はツェナーと省略されることが多く、文献によってはジーナーダイオードの記述もみられる。
通常のダイオードは、逆方向に電圧をかけても、ほとんど電流は流れないため、整流や検波などの用に供される。ところが、ある一定の電圧（逆降伏電圧）を上回ると、アバランシェ降伏と呼ばれる現象により、急激に電流が流れるようになる。
ツェナーダイオードが一般のダイオードと異なる点は、定電圧を得る目的でダイオードの降伏電圧が大幅に低くなるように設計されていることである。PN接合部に大量の不純物を添加し、P チャネルの価電子帯から N チャネルの伝導帯へ電子が移動しやすくなっている。この現象はトンネル効果によるもので、原子モデルでは共有結合のイオン化に該当する。
このツェナー効果は、物理学者のクラレンス・ツェナーにより発見された。逆バイアスを印加されたツェナーダイオードは、制御された降伏を示し、ダイオードにかかる電圧が降伏電圧に等しくなるように電流が流れる。ここから印加電圧を上げてもダイオードでの電圧降下はあまり変わらず電流量が増大してゆく。たとえば、ツェナー降伏電圧が3.2 Vの素子に対してそれ以上の逆バイアス電圧を印加した場合は、電圧降下が3.2 Vになる。しかし、いくらでも電流を流せるわけではないので、増幅段の基準電圧を発生させたり、あまり電流を必要としない場面での電圧を安定化させたりする素子として使われるのが一般的である。
この降伏電圧は、添加処理で極めて正確に調整することができる。このため、一般的に入手できるツェナーダイオードは種類が多く、1.2 Vから200 V程度まで販売されている。また、その誤差は、一般的なものでは5 %や10 %だが、0.05 %以内といった超高精度の商品も存在する。
アバランシェダイオードにおけるアバランシェ降伏も、これと類似している。実際の定電圧ダイオードは、同じ手法で2種類のダイオードが製造されているが、両方の降伏現象の影響を受ける。約5.6 Vまでのシリコンダイオードではツェナー降伏による影響が支配的で、負の温度係数を示す。5.6 V以上ではアバランシェ降伏が支配的となり、正の温度係数を示す。
5.6 Vのダイオードでは、この2つの現象が同時に起こり、各々の温度係数が丁度相殺される。このため、温度による影響を極力抑えたい用途には5.6 Vのダイオードが適している。
最新の製造技術により、電圧が5.6 V未満であれば温度係数を無視できる程度の素子を生産できるようになったが、電圧の高い素子では温度係数が劇的に大きくなる。たとえば、75 Vのダイオードの温度係数は、12 Vのダイオードの10倍にもなる。
通常、このようなダイオードはすべて、降伏電圧によらず「ツェナーダイオード」の総称で市場に出回っている。

## 使用法
ツェナーダイオードは、電気回路に供給される電圧を安定化するためによく使われている。非安定の電圧源と並列に逆バイアスになるように接続し、その電圧が降伏電圧を超えた時にツェナー効果が起き、定電圧が維持される。

この回路では、UIN から UOUT への降下電圧が抵抗 R にかかる。R の値は次の2点を満たしていなければならない。
1. D の降伏状態を維持できるだけの電流を流すために、R は充分小さくなければならない。この電流の値は、D のデータシートに記載されている。例えば、5.6 V 0.5 W のツェナーダイオードである BZX79C5V6[2] の場合は 5 mA が推奨である。電流が少なすぎると UOUT は安定せず、公称の降伏電圧よりも低くなる（定電圧放電管 (VR tube) の場合は、公称電圧よりも高く UIN に近くなる）。この図には記載されていないが、UOUT の先に接続されている外部負荷に流れる電流の変化も考慮して R を決定しなければならない。
2. D を流れる電流が大きすぎて素子が破壊されないように、R は充分大きくなければならない。D を流れる電流を ID 、降伏電圧を VB 、定格電力を PMAX とすると、 {\displaystyle I_{D}V_{B}<P_{MAX}} でなければならない。

こうした形式でツェナーダイオードを使ったものは、「シャントレギュレータ」と呼ばれる（出力を短絡（shunt）するように並列に素子を挿入し、電圧を安定化する（regulator））。
トランジスタのバイアス回路において、抵抗分圧によらず定電圧電源をバイアス電源として使用するケースがオーディオ用パワーアンプやオペアンプでしばしば見られる。この目的のためトランジスタのバイアス回路にツェナーダイオードをつないで定電圧電源とする回路例も少なくない。